# Maschane tortricina
Maschane tortricina är en fjärilsart som beskrevs av Felder 1874. Maschane tortricina ingår i släktet Maschane och familjen tandspinnare. Inga underarter finns listade i Catalogue of Life.